# Лоусон, Ричард
Ричард Лоусон (англ. Richard Lawson, род. 7 марта 1947) — американский актёр. Он начал свою карьеру со съёмок в афро-американских эксплуатационных фильмах 1970-х, прежде чем взять на себя роли второго плана в голливудских проектах включая «Главное событие» (1979), «Полтергейст» (1982) и «Улицы в огне» (1984).
Лоусон родился в Калифорнии и большую часть карьеры провел исполняя стереотипные афро-американские роли. На телевидении он в 1980-х снялся в мини-сериале 1983 года «V», после чего провел пол сезона в прайм-тайм мыльной опере ABC «Династия» (1986-87). На регулярной основе, он сыграл любовный интерес Блэр Браун в сериале «Дни и ночи Молли Додд» (1988—1991). С 1992 по 1994 год Лоусон снимался в дневной мыльной опере «Все мои дети».
Лоусон в разные годы появился в нескольких десятках телевизионных шоу, включая «227», «Шоу Косби», «Сестра, сестра», «Прикосновение ангела», «Пища для души», «Сильное лекарство» и «Быть Мэри Джейн». Также он снялся в ряде сделанных для телевидения фильмах и в последние годы появился в фильмах «Угадай, кто?» (2005) и «Песни о любви» (2010). На регулярной основе он в 2016 году взял на себя роль в прайм-тайм мыльной опере Bounce TV «Святые и грешники».
С 1978 по 1989 год Лоусон был женат на актрисе Дениз Горди, у них есть дочь, актриса Бьянка Лоусон. В 2015 году он женился на Тине Ноулз. 22 марта 1992 года Лоусон чудом выжил после авиакатастрофы в заливе Флашинг.